# Wielersport op de British Empire and Commonwealth Games 1954
Wielersport is een van de sporten die beoefend werden tijdens de British Empire and Commonwealth Games in Vancouver, Canada. Er waren enkel wedstrijden georganiseerd voor mannelijke deelnemers; vier op de baan en een wegwedstrijd van 100 kilometer. Het medailleklassement werd voor het eerst gewonnen door de Engelse delegatie; met drie gouden, twee zilveren en twee bronzen medailles. De Welshman Don Skene won de eerste medaille voor Wales bij de wielersport op deze Spelen, Canada won geen medaille.

## Uitslagen
| Discipline    | Goud                    | Zilver           | Brons          |
| Baan          | Baan                    | Baan             | Baan           |
| ------------- | ----------------------- | ---------------- | -------------- |
| Achtervolging | Norman Sheil            | Peter Brotherton | Robert Fowler  |
| Scratch       | Lindsay Cocks           | Keith Harrison   | Don Skene      |
| Sprint        | Cyril Peacock           | niet uitgereikt  | Tom Shardelow  |
| Tijdrit       | Dick Ploog Alfred Swift | niet uitgereikt  | Keith Harrison |
| Weg           |                         |                  |                |
| Wegwedstrijd  | Eric Thompson           | John Baird       | Bernard Pusey  |

## Medaillespiegel
| Plaats | Land          | Goud | Zilver | Brons | Totaal |
| 1      | Engeland      | 3    | 2      | 2     | 7      |
| 2      | Australië     | 2    | 0      | 0     | 2      |
| 3      | Zuid-Afrika   | 1    | 0      | 2     | 3      |
| 4      | Nieuw-Zeeland | 0    | 1      | 0     | 1      |
| 5      | Wales         | 0    | 0      | 1     | 1      |
| Totaal | Totaal        | 6    | 3      | 5     | 14     |

1934 · 1938 · 1950 · 1954 · 1958 · 1962 · 1966 · 1970 · 1974 · 1978 · 1982 · 1986 · 1990 · 1994 · 1998 · 2002 · 2006 (baan - weg) · 2010 · 2014 · 2018 · 2022 · 2026
Atletiek · Boksen · Bowls · Gewichtheffen · Roeien · Schermen · Schoonspringen · Wielersport · Worstelen · Zwemmen